# لا إله إلا الله (كتاب)
لا إله إلا الله: أصول، تطور، ومستقبل الإسلام (بالإنجليزية: No god but God: The Origins, Evolution, and Future of Islam) هو كتاب يعود لعام 2005، لعالم الدراسات الإسلامية الإيراني-الأمريكي رضا أصلان يصف فيه تاريخ الإسلام ويدعو فيه إلى فهم ليبرالي وسطي للدين. يزعم رضا في الكتاب بأن الإمبريالية الغربية والفتاوى المراد بها خدمة الذات التي أصدرها بعض رجال الدين في الماضي هي أسباب نشوب الجدليات المعاصرة حول الإسلام، نافيا بذلك فرضية «صدام الحضارات».
وبحسب كاتب العمود المحافظ ريحان سلام، فقد تلقى الكتاب استجابة إيجابية داخل العالم الإسلامي.

## المحتويات
يغطي كل فصل من فصول الكتاب موضوعًا محددًا في الإسلام. على سبيل المثال، خصص فصل واحد بالكامل لمسألة الجهاد. وبشكل عام، يغطي كتاب "تاريخ الإسلام" من وجهة نظر النبي محمد كمصلح اجتماعي يناضل من أجل المساواة بين الناس. ويجادل بأن القرآن لا يأمر بحجاب المرأة وأن مفهوم الجهاد كان المقصود منه أن يكون دفاعيًا فقط. ويركز أصلان في المقام الأول على الممارسات المبكرة للإسلام، ولكنه يناقش أيضًا الحياة داخل "الإمبراطورية العباسية"، و"الإمبراطورية العثمانية"، وفي "العالم الإسلامي الحديث". 

وفقًا لأصلان، فإن الإسلام يشهد صراعًا بين الإصلاح الفردانية والتقليدية في السلطة الدينية على عكس ما حدث خلال القرن السادس عشر "الإصلاح في المسيحية". ويكتب، 

## الاستقبال
اختارت "فايننشال تايمز" الكتاب "أفضل كتاب لهذا العام" في فئته. وأطلقت عليه صحيفة "لوس أنجلوس تايمز" لقب "الكتاب المفضل لهذا العام". حيث وصف الصحفي فريد زكريا الكتاب بأنه "سرد محكم ودقيق يقدم دينًا حيًا يتنفس شكلته في قرون من التاريخ والثقافة". ووصفه الأستاذ والمؤلف نوح فيلدمان بأنه "أنيق وسهل الوصول إليه ومستنير بالدراسات التاريخية" و"نظرة رائعة إلى العالم الغني لبداية الإسلام". وذكرت مراجعة علمية في المجلة الدولية للدراسات الكردية أن "مثل هذا الوضوح هو ترياق مرحب به ومنعش للتعتيمات التي لا نهاية لها والتي تنبعث من الحزبين على جانبي القضية".
وكما وصف الصحفي المسلم ريحان سلام الكتاب بأنه "رائع"، وقال إنه يعتبره من أهم كتب العقد. الجديد "مراجعة يورك للكتب" وكتب أن "أحد إنجازات كتاب رضا أصلان هو أنه يمنح الإسلام نفس القدر من التعقيد الداخلي والتنوع الذي يمتلكه مفهوما" الغرب "و" أمريكا "في أعيننا".  كما وقدم أوقات نيويورك مراجعة إيجابية، واصفًا إياه بأنه "كتاب حكيم وعاطفي"، مشيرًا إلى أن "حججه لإعادة تقديم العقلانية، وقبول فائدة العلمنة ولوضعه في سياق الفهم التاريخي للدين، كل هذا وضعه في مكانة متميزة بين المسلمين المعاصرين".
ونشرت واشنطن بوست مراجعة مختلطة بقلم "نيكي آر كيدي، مؤلفة وأستاذة فخرية للتاريخ في جامعة كاليفورنيا". وتؤكد أن كتاب أصلان هو "واحد من أكثر الكتب قابلية للقراءة" وأن أصلان يقدم "نظرة ليبرالية ومتفائلة للإسلام". وذكرت أن أصلان يعتمد أحيانًا على مصادر مشكوك فيها، وأن "سرد أصلان الجيد للقصص يتعارض أحيانًا مع الدقة"، وأنه يقلل من "عدم المساواة بين الجنسين المنصوص عليها في القرآن"، وأنه "ينسب مشاعر ودوافع غير موثقة ليس فقط إلى محمد ولكن أيضًا إلى شخصيات لاحقة". " وهي تقنية اعتمدت أحيانًا في الدورات الدراسية الإبداعية غير الروائية ولكن لا ينصح بها المؤرخون". ويعطي أصلان المساحة الأكبر لعصر الإسلام المبكر، الذي يكون توثيقه أقل نسبيًا. بشكل عام، وصرح كيدي أن "أصلان يقدم صورة حية وممتعة ودقيقة في الغالب، ولكن أجزاء من الكتاب مهتزة".
تلقى الكتاب أيضًا مراجعة إيجابية من ذا إندبندنت تفيد بأن الكتاب "دليل رائع" للقراء غير المسلمين.
"الجارديان" نشرت مراجعة سلبية بقلم طارق علي، تفيد بأن "رواية أصلان عن الإسلام المبكر هي حرفية للغاية" وأن "الطوائف الشيعية وبعض معتقداتهم الباطنية لا علاقة لها كثيرًا بـ اللاهوت الإسلامي". وخلصت إلى أن "هدف الكتاب هو استرضاء المنظرين الغربيين"، والإسلام الليبرالي كما يرى أصلان ما هو إلا "مرحلة وستمر".

## الترويج
وفقًا لـ "سان خوسيه ميركوري نيوز"، فقد حوّل مؤلفه الكتاب إلى "شخصية مشهورة صغيرة في دائرة الأخبار عبر الكابل". وتحدث أصلان عن الكتاب في جميع أنحاء العالم. حيث ظهر في برنامج على قناة "HBO" في 22 من سبتمبر 2006 للحديث عن الكتاب.

## روابط خارجية
- An excerpt from الغارديان
- Description of the book at Reza Aslan's website نسخة محفوظة 4 فبراير 2023 على موقع واي باك مشين.
- Reza Aslan on his book on Fresh Air, March 23, 2005